# 個人の趣向
個人の趣向（こじんのしゅこう、原題：개인의 취향）は、2010年に韓国のMBCにて放送されたテレビドラマ。全16話。

## あらすじ
ある日チノはバスで建築模型を庇おうとしたときにケインのお尻を触ってしまい、お互い最悪な印象を持つ。その後の出会いでケインはチノがゲイだと誤解する。チノは美術館プロジェクトに出す建築のヒントを得るため、ケインが一人で住んでいる伝統家屋「サンゴジェ」の秘密に興味を持ち、ケインとチノの同居生活が始まる。

## 登場人物
- パク・ケイン：ソン・イェジン

シングル用家具ブランド「個人(ケイン)ストーリー」の代表。建築業界で有名なパク・チョランの一人娘。
- チョン・チノ：イ・ミンホ

建築事務所の所長。チャンニョルの父のせいで自分の父の事業が失敗した過去がある。
- ハン・チャンニョル：キム・ジソク

韓国最高の建築事務所のチーム長。恋愛下手なケインに悩み、イニと結婚しようとする。
- キム・イニ：ワン・ジヘ

美術館キュレーター。ケインのルームメートだったがチャンニョルを横取りして結婚までしようとする。
- イ・ヨンソン：チョ・ウンジ

ケインの友人、ファッションデザイナー。
- ノ・サンジュン：チョン・ソンファ

チノの先輩で建築事務所スタッフ。
- チェ・ドビン：リュ・スンニョン

美術館の館長。チノに好意を抱く。
- キム・テフン：イム・スロン

チノの後輩で建築事務所スタッフ。
- ナ・ヘミ：チェ・ウンソ

チノの婚約者、財閥家令嬢。
- チュ・チャンミ：パク・ヘミ

チノの母。
- ハン・ユンソプ：アン・ソックァン

チャンニョルの父、大手建設会社会長。
- キム秘書：チャン・ウォニョン

チャンニョルの秘書。
- パク・チョラン: カン・シニル

ケインの父。

## スタッフ
- 原作：イ・セジン『個人の趣向』
- 演出：ソン・ヒョンソク、ノ・ジンチャン
- 脚本：イ・セイン

## 韓国国外での放送

### 日本
日本ではTBSの韓流セレクト枠で放送された。